# 托米·羅維
托米·羅維（英語：Tommy Rowe；1989年5月1日—）是一位英格蘭足球運動員，在場上的位置是後衛。他現在效力於英格蘭足球冠軍聯賽球隊布里斯托尔城。他在場上的位置是邊鋒，但也可以司職左後衛。

## 外部連結
- 足球数据库：托米·羅維的球员统计数据